# Kaple Saint-Jean-de-Porte-Latine
Kaple Saint-Jean-de-Porte-Latine (tj. Jana od Latinské brány) byla katolická kaple v Paříži. Kaple byla zbořena v roce 1846. Kaple byla zasvěcena sv. Janu Evangelistovi, kterého nechal dle legendy císař Domitianus u Latinské brány v Římě vhodit do kádě vroucího oleje, který se však proměnil v osvěžující koupel.

## Poloha
Kaple se nalézala v prostoru dnešních domů č. 58 a 60 v Rue du Faubourg-Montmartre a č. 11 v Rue de Châteaudun.

## Historie
Kapli v roce 1780 postavil architekt Pierre-Louis Moreau-Desproux, který současně pracoval na kostele sv. Eustacha, do jehož farnosti kaple Saint-Jean-de-Porte-Latine patřila. Sloužila jako kaple hřbitova sv. Eustacha. Kaple byla zrušena za Francouzské revoluce v roce 1790 a 2. července 1797 byla prodána jako národní majetek. Později ji koupilo město Paříž, které ji zasvětilo Panně Marii Loretánské, neboť stejnojmenná kaple byla během revoluce zničena. Po výstavbě nového kostela Panny Marie Loretánské v roce 1836 byla kaple o deset let později zbořena.

## Architektura
Kaple měla obdélníkový půdorys (asi 20 × 6 metrů) s vchodem z ulice Rue du Faubourg-Montmartre ohraničeným dvěma sloupy. Jedna zeď přiléhala k charitativní škole, kterou postavil Jean Mansart de Jouy. Druhá stěna měla boční vchod.
Interiér byl jednoduchý, nicméně před vchodem bylo retabulum v impozantním dřevěném rámu s trojúhelníkovým průčelím v klasicistním stylu. Na plánech města z 19. století je viditelné, že kostel byl zvětšen přidáním křídla po každé straně stávající lodi.